# Външна политика на Бахрейн
Бахрейн играе малка модераторска роля в регионалната политика и се придържа към възгледите на Арабската лига за мир в Близкия изток и палестинските права.

## История
След постигането на независимост през 1971 г. Бахрейн поддържа приятелски отношения с повечето от съседските на нея страни, както и с международната общност. Бахрейн се стреми към политика на тясно сътрудничество със своите съседи и работи за поизглаждане на отношенията в областите на несъгласие.
Бахрейн е член на Съвета за сътрудничество на арабските страни от Персийския залив. Страната е изпълнила изцяло стъпките, предприети от Съвета за сътрудничество в Персийския залив по отношение координацията на икономическото развитие и отбрана и сигурност при планирането. През декември 1994 г., Бахрейн се съгласява с решението на Съвета за сътрудничество в Персийския залив да спре с вторични бойкоти срещу Израел. В много случаи тя е създала специални двустранни търговски споразумения с други страни.
Външен министър на страната е шейх Халед бин Ахмед Ал Халифа. Той е дипломат, който се е обучавал в САЩ. Като студент, през 1980 г., Шейх Халед е член на екипа на американския президент Джими Картър в неговата президентска кампания.
Негов заместник е д-р Назар Ал Бахарна, който е политик и бизнес лидер, назначен през 2006 г. след победата на най-голямата шиитска партия Al Wefaq.
През юни 1996 г., Бахрейн е избран за ръководител на Общото събрание на Организацията на обединените нации, като Хая Бинт Рашид Ал Халифа е назначена за президент на Асамблеята, правейки я първата жена в Близкия изток и едва третата жена в историята поела този пост. Тя е един от най-добрите адвокати в Бахрейн и е защитник на правата на жените. Тя поема поста в момент на промяна на световната организация. Генералният секретар на ООН Кофи Анан казва за нея: „Аз се запознах с нея вчера и тя е доста впечатляваща. Всички държави членки са решени да работят с нея и да я подкрепят, и аз мисля, че тя ще донесе ново измерение на работата тук.“
По време на войната в Персийския залив през 1990 – 1 г., Бахрейн е част от коалиция, която се бори за освобождаване на Кувейт. Бахрейнски, RAF и USAF пилоти летяха при въздушни удари в Ирак, нанесени от военновъздушната база „шейх Иса“, докато коалиционните военноморски сили, управлявани вън от Манама, столицата на Бахрейн. Бахрейн е бил ударен от ракети Скъд изстреляни от Ирак. Редица бахрейнски студенти, учещи в Ирак и Кувейт при избухването на военните действия са изчезнали и се предполага, че са станали жертва на тайната полиция на Саддам Хюсеин.
След освобождението на Кувейт, Бахрейн и САЩ засилват вече своите отношения с подписването на десет годишно споразумение, през октомври 1991 г., което е дало на американските сили достъп до бахрейнски съоръжения и позволява на САЩ да предварително да позиционират военна техника в случаи на бъдещи кризи. През юли 1995 г. пети флот на САЩ е създаден в Персийския залив със седалище в НСА Бахрейн в Манама. През 2003 г. президентът на САЩ Джордж У. Буш определя Бахрейн, като основен съюзник извън НАТО.
Бахрейн е бил активен член на коалиция, която се бори за премахване на режима на талибаните от Афганистан през 2001 г.; Кралство осигурява кораби за военноморския кордон в Индийския океан, въведени там, за да пресекат бягството на талибаните и бойци от Ал Кайда.
Въпреки това Кралството се противопоставя на водените едностранни действия срещу Ирак през 2003 г., и това довежда до недоволство от страна на Вашингтон в навечерието на войната, когато се опитва да предотврати криза чрез предлагане на Саддам Хюсеин, като начин за избягване на войната.
Отношения Бахрейн и Иран са обтегнати, още от иранската революция и 1981 г. провеждането на планирания от Иран преврат в Бахрейн. Бахрейнски подозрения за иранската роля в местните размирици в средата на 1990-те остават. Въпреки това, със спада на Ирак като регионален брокер на власт, Бахрейн е започва да предприема стъпки за подобряване на отношенията си с Иран за намиране на баланс и постигане на хармония в региона. Тези усилия включват насърчаване на търговията между Бахрейн и Иран.
Отдавнашния териториален спор с Катар през Хаварските острови и морската граница са решени през 2001 г. от компромисно решение на Международния съд.

## Отношения с Иран
Преди САЩ да публикува Националната разузнавателна оценка (NIE) относно ядрената програма на Иран в края на ноември 2007 г., съществува нарастващо безпокойство в Бахрейн на възможните последици от военната конфронтация между Иран и САЩ. Заплахата от американски военни удари срещу ирански ядрени съоръжения, също така опасенията на правителството на Бахрейн и шиитската доминирана опозиция, се изразяват в това, че би могло да подкопае крехкото политическо статукво на двете страни установено по времето на крал Хамад.
Връзката между различните общности в Бахрейн и Иран не е толкова добра, колкото изглежда на пръв поглед, докато шиитските бахрейнци споделят, на религиозно ниво, сходни приоритети с Иран, те силно осъзнават своята арабска идентичност, а оттам и са особено чувствителни към предложения за двойна лоялност.
Бахрейнския коронован принц Шейх Салман бин Хамад Ал Халифа се опитва да изясни, че каквито и религиозни и политически убеждения да имат бахрейнците, те имат една и съща фундаментална лоялност към държавата си. „Ние бахрейнците на първо място, опозиционно или не!“=
Сред сунитските бахрейнци ситуацията често е еднакво сложна: много от най-влиятелните сунитски бизнес и политически семейства произхождат от Иран, след като са емигрирали в по-либерална икономическа и социална атмосфера на Бахрейн през последните сто и петдесет години; и в действителност много от тях все още говорят персийски в домовете си. Тази общност е известна като Huwalas. Те в никакъв случай не симпатизират на теократично правителство в Техеран, но са склонни да подкрепят бизнес интереси от двете страни на Персийския залив и да погледнат напред към перспективата на нарастваща търговия между Иран и Бахрейн.
Независимо от това, както бахрейнския външен министър Шейх Халед бин Ахмед Ал Халифа казва: „Ако една война започва всичко може да се случи. Иран е водена от шиитска теокрация. Трудно е да предвидя дали под атака и шиитите в Бахрейн биха си мълчали. Конфликти между Иран и света в религиозен аспект могат да бъдат катастрофални.“ A ето и една гледна точка на опозицията Al Wefaq – Др. Джасим Али, „Войната може да причини повече от физическо унищожение. Една атака срещу Иран ще се отрази в Бахрейн, като атака срещу шиитите.“
Нарастващото напрежение подтиква депутатите през декември 2007 г. да приеме необвързваща резолюция за забрана на използването територията на страната за всякава атака срещу Иран.
На 12 август 2012 г. министърът на външните работи Шейх Халид Ал-Халифа обявява, че Бахрейн е възстановил посолството си в Иран.

## Отношения с Индия
Индия е близък съюзник на Бахрейн. Кралството, заедно със своите партньори от ССПЗ са (според индийските дипломати) сред най-изявените поддръжници на кандидатурата на Индия за постоянно място в Съвета за сигурност на ООН. Бахрейнски дипломати призоваха Индия да играе по-голяма роля в международните отношения. Така например, въпреки опасения за ядрената програма на Иран принца на Бахрейн призова Индия да играе активна роля в разрешаването на кризата.
Отношенията между Индия и Бахрейн датира много поколения назад, като много от най-известните фигури в Бахрейн имат близки връзки с такива от Индия.
Бахрейнски политици са полагали усилия за подобряване на тези дългогодишни връзки. От политическа гледна точка е по-лесно за политиците в Бахрейн да търсят сътрудничество и консултации от Индия, отколкото от САЩ или друга западна алтернатива.
През декември 2007 г., Бахрейнско-индийската дружба стартира в Манама за насърчаване на връзките между двете страни. Начело с бившия министър на труда Abdulnabi Al Shoala, Сдружението се стреми да се възползва от развитието на гражданското общество, за да се работи активно за укрепване на връзките между двете страни, а не само за бизнес връзки, но и за социални въпроси, науката и културата.

## Отношения с Израел
Под отношенията между Бахрейн и Израел се има предвид текущите и исторически връзки между Бахрейн и Израел. Отношенията обикновено са напрегнати и двете държави не поддържат дипломатически и икономически отношения. Подобно на повечето арабски държави, Бахрейн не признава Израел и традиционно подкрепя създаването на независима палестинска държава. Кратък период на затопляне в отношенията възниква в средата на 1990-те години.

## Отношения с Косово
Бахрейн признава Косово на 19 май 2009 г.

## Отношения с Пакистан
Бахрейн и Пакистан имат доста задълбочени връзки помежду си. Принц Салман бин Хамад бин Иса Ал Халифа, по време на посещение в Пакистан, нарича Пакистан втория си дом и заявява, че Бахрейн поставя Пакистан на изключително високо място в своите външнополитически приоритети. Съвместни инициативи между пакистанското и бахрейнското правителства са започнали, за да продължат своите двустранни сделки, които са достигнали 250 млн. долара през 2007. Пакистанските бизнесмени са се насочили на пазара на недвижими имоти в Бахрейн, докато бахрейнци виждат Пакистан, като добър селскостопански потенциал.

## Отношения с Турция
Отношенията между Бахрейн и Турция са официално създадени на 4 декември 1973 година. Връзката между тези две страни се счита за положителна. Търговията между тях възлиза на 78.1 милиона щатски долара през 2006 година. Почти двойно на сумата, която е отчетена за периода на 2003 г. През 2007 г., търговията беше в $ 186 милиона и бележи покачване с всяка изминала година.

## Отношения с Русия
Бахрейн признава Руската федерация, като правоприемник на Съветския съюз на 28 декември 1991 г., след разпускане на СССР. Русия има посолство в Манама, Бахрейн има посолство в Москва.
През май 2007 г., двете страни обявиха, че съвместно ще създадат нова финансова институция, известна като „Арабско-Руска Банка“ и нейния главен щаб се помещава в Бахрейн.

## Отношения с Великобритания
Великобританско-Бахрейнските двустранни отношения се изразяват в това, че Бахрейн има посолство в Лондон и Обединеното кралство е само една от четирите европейски страни да има посолство в Манама. Бахрейн получава независимост от Обединеното кралство през 1971 г. и оттогава поддържа силни дипломатически, военни и търговски отношения с него.